# 自然足印
自然足印（しぜんそくいん）は、香港の環境保護教育団体である。初代の団長は譚凱邦である。

## 概略
2002年に譚凱邦に創立され、香港の小学校若しくは中学校に対象しており、環境に関する教育の発展が進んでいる。譚凱邦は2004年まで、初代の団長としてを担任しており、2010年～2012年の団長は齊嘉昊にした。
現任の立法会議員の鄭家富は法律顧問として務めている。

## 沿革
2002年 -　譚凱邦に創立され、2004年まで団長を担当していた。
2010年8月31日 - 2010年～12年の団長は齊嘉昊を担任させることにした。